# Denhama gracilis
Denhama gracilis is een insect uit de orde Phasmatodea en de  familie Phasmatidae. De wetenschappelijke naam van deze soort is voor het eerst geldig gepubliceerd in 1918 door Sjöstedt.
1. ↑  (en) Denhama gracilis op de IUCN Red List of Threatened Species.